# The Loyal
The Loyal är Tiger Lous andra studioalbum, utgivet 2005 av Startracks. Albumet släpptes även på vinyl av det tyska skivbolaget Riptide Recordings 2006. 2008 släpptes albumet i USA av Eyeball Records. På denna utgåva hade låten "All I Have" bytts ut mot "Pilots".
Från skivan släpptes singlarna The Loyal och Nixon.

## Låtlista
Alla låtar är skrivna av Rasmus Kellerman.

### Den svenska utgåvan
1. "Woland's First" - 0:14
2. "The Loyal" - 5:35
3. "Patterns" - 3:03
4. "Functions" - 3:14
5. "Until I'm There" - 4:11
6. "Nixon" - 3:09
7. "National Ave" - 2:47
8. "Ten Minutes to Take Off" - 4:13
9. "Albino Apparel" - 3:05
10. "Like My Very Own Blood" - 4:05
11. "All I Have" - 3:55
12. "Days Will Pass" - 3:43
13. "Woland's Last" - 5:38

### Den amerikanska utgåvan
1. "Woland's First" - 0:14
2. "The Loyal" - 5:35
3. "Patterns" - 3:03
4. "Functions" - 3:14
5. "Until I'm There" - 4:11
6. "Nixon" - 3:09
7. "National Ave" - 2:47
8. "Ten Minutes to Take Off" - 4:13
9. "Albino Apparel" - 3:05
10. "Like My Very Own Blood" - 4:05
11. "Pilots" - 5:18
12. "Days Will Pass" - 3:43
13. "Woland's Last" - 5:38

## Personal
Siffrorna inom parentes indikerar låtnummer.
- Pontus Levah - trummor (3, 6, 11)
- Mathias Johansson - gitarr (3, 6)
- Rasmus Kellerman - övriga instrument
- Björn Engelmann - mastering
- Peter Katis - mixning
- Rolf Klinth - producent

## Mottagande
Skivan fick ett gott mottagande när den utkom och snittar på 3,5/5 på Kritiker.se, baserat på sex recensioner. Allmusic.com gav betyget 3/5.